# مارتين بينيتيز
مارتين بينيتيز (بالإسبانية: Martín Benítez)‏ هو لاعب كرة قدم أرجنتيني في مركز الهجوم، ولد في 17 يونيو 1994 في مدينة بوساداس، ميسيونيس في الأرجنتين. شارك مع منتخب الأرجنتين تحت 17 سنة لكرة القدم. أما مع النوادي، فقد لعب مع إنديبندينتي.

## وصلات خارجية
- مارتين بينيتيز على موقع الاتحاد الدولي (مؤرشف)  (الإنجليزية)
- مارتين بينيتيز على موقع قاعدة بيانات كرة القدم.إي يو (الإنجليزية)
- مارتين بينيتيز على موقع Soccerway.com (الإنجليزية)
- مارتين بينيتيز على موقع عالم كرة القدم.نت (الإنجليزية)
- مارتين بينيتيز على موقع أوليمبيديا (الإنجليزية)